# Rhododendron albiflorum
Espèce
Classification phylogénétique
L’Azalée blanche (Rhododendron albiflorum) est une espèce d'arbustes à fleurs de la famille des Ericaceae. C'est l'une des deux espèces de Rhododendron caducs originaires de l’ouest de l’Amérique du Nord. Le second est le Rhododendron occidentale.

## Habitat
Cette espèce croît dans une zone allant de l’État de l’Oregon jusqu’en Colombie-Britannique. Sa zone d'expansion s'étend à l'est jusque dans l'Alberta et le Montana. Une sous-espèce est également présente dans le Colorado. Elle apprécie tout particulièrement les zones humides et tempérées des régions côtières du Pacifique.

## Description
Ce sont des arbustes qui peuvent atteindre 2 mètres de haut. Les feuilles sont simples, obovées ou en forme d'ellipse, caduques, de 7 cm de long. Les fleurs blanches possèdent des corolles de 5 pétales. Le tronc est brun.